# Thomas Kinne
Thomas Kinne (Neuwied, 26 febbraio 1961) è un traduttore e giornalista tedesco.

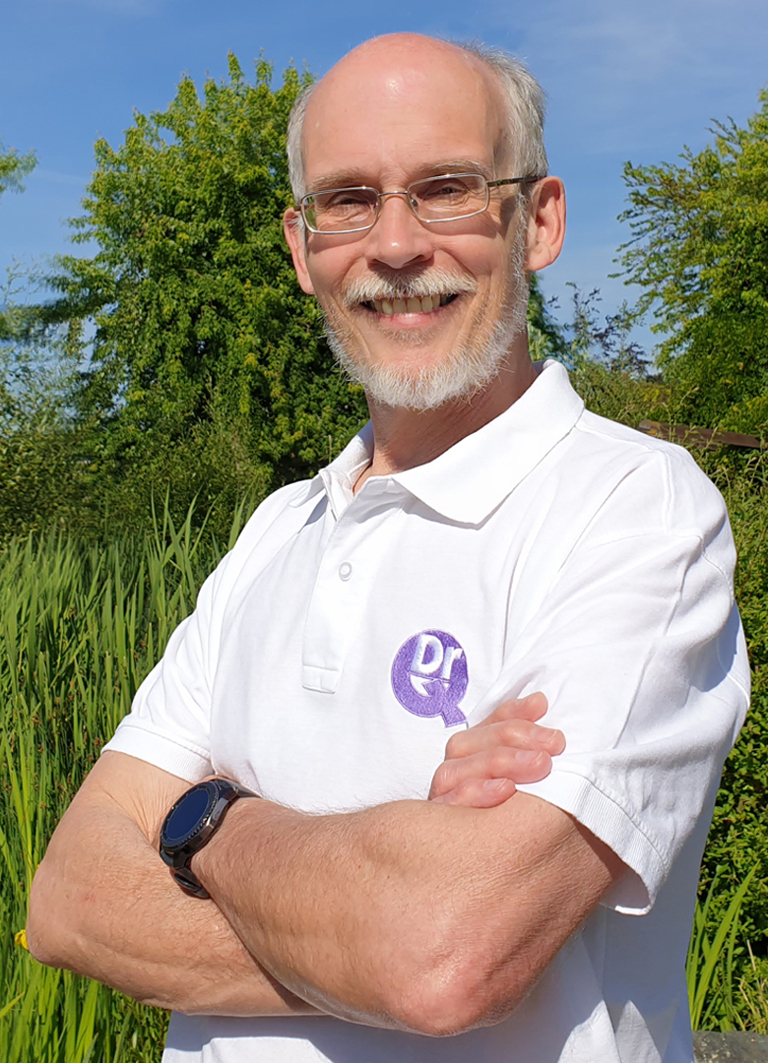
Thomas Kinne

È diventato noto come partecipante e vincitore di telequiz tedeschi e americani. Nella settima stagione di Gefragt – gejagt, Kinne si è unito alla squadra di «cacciatori» come «Il dottore quiz» („Quizdoktor“ in tedesco).

## Biografia
Dopo il liceo e il servizio militare Kinne ha studiato filologia e filmologia alla Università Johannes Gutenberg di Magonza e alla San Francisco State University. Ha conseguito il dottorato magna cum laude con una tesi su Woody Allen. Già durante i suoi studi, ha iniziato a lavorare come traduttore freelance. Ha tradotto in tedesco sceneggiature di famose serie televisive come Cin cin e Hill Street Blues, e serie, film e documentari in inglese. Kinne divenne un lavoratore autonomo come traduttore a metà degli anni ’90 e da allora ha tradotto libri di saggistica insieme al suo lavoro per la televisione. Inoltre, ha scritto o curato diverse guide turistiche e libri illustrati.
Kinne possiede una delle più grandi raccolte di album della serie di fumetti francese Astérix in più di 130 lingue e dialetti.

## Televisione
- 1991: Riskant! (versione tedesca di Jeopardy!)
- 1992: Tic Tac Toe (versione tedesca di Tic-Tac-Dough): vincitore (tre volte)[10]
- 1994: Jeopardy! (seconda versione tedesca): vincitore (cinque volte)[11]
- 1995: Jeopardy! ChampionsCup (torneo di campioni)
- 1996: Jeopardy! Olympic Tournament (versione americana originale), presentato da Alex Trebek[12]
- 1996: Jeder gegen jeden (versione tedesca di 15 to 1)
- 2001: Der Schwächste fliegt (versione tedesca di The Weakest Link/Anello debole): vincitore[13]
- 2002: Einer gegen 100 (versione tedesca di Eén tegen 100/1 contro 100)
- 2015: Gefragt – gejagt (versione tedesca di  The Chase): vincitore[14]
- 2017: hessenquiz: vincitore
- 2017, 2023: Der Quiz-Champion: vincitore
- 2018: Jackpot-Jäger: «maestro»[15]
- 2019: Sorry für alles (versione tedesca di Sorry voor alles)[16]
- a partire da 2018: Gefragt – gejagt: «cacciatore» (avversario dei concorrenti)
- 2020, 2022, 2023: Quizduell Olymp
- 2021, 2022: Wer weiß denn sowas?[17]
- 2022: Gipfel der Quizgiganten: vincitore[18]
- a partire da 2022: Allein gegen alle (versione tedesca di Beat the Chasers): «cacciatore»
- 2022, 2023: Klein gegen Groß – Das unglaubliche Duell
- 2022: Doppelt kocht besser (versione tedesca di Chéri(e), c'est moi le chef !)

## Opere (selezione)
- Elemente jüdischer Tradition im Werk Woody Allens («Elementi della tradizione ebraica nell'opera di Woody Allen»). Peter Lang, Francoforte sul Meno 1996, ISBN 3-631-48530-1.
- „Woody Allen und die Juden: Willkommen im Club“ («Woody Allen e gli ebrei: Benvenuti nel club»). In: Beate Neumeier (ed.): Jüdische Literatur und Kultur in Großbritannien und den USA nach 1945 («Letteratura e cultura ebraica in Gran Bretagna e negli Stati Uniti dopo il 1945»). Harrassowitz, Wiesbaden 1998, ISBN 3-447-04108-0.
- Seychellen: Trauminseln im Indischen Ozean («Le Seicelle: Isole da sogno nell’Oceano Indiano») (con Thomas Haltner, fotografo), Verlagshaus Würzburg, Würzburg 2016, ISBN 978-3-8003-4467-3.
- Seychellen («Le Seicelle»). Gräfe und Unzer, Monaco di Baviera 2019, ISBN 978-3-8464-0460-7.